# John Oldham
John O. Oldham (Beaver Dam, 22 giugno 1923 – Bowling Green, 23 novembre 2020) è stato un cestista, allenatore di pallacanestro e dirigente sportivo statunitense, professionista nella NBA.

## Carriera
Venne selezionato dai Fort Wayne Pistons al secondo giro del Draft BAA 1949 (13ª scelta assoluta).